# Quòdlibet

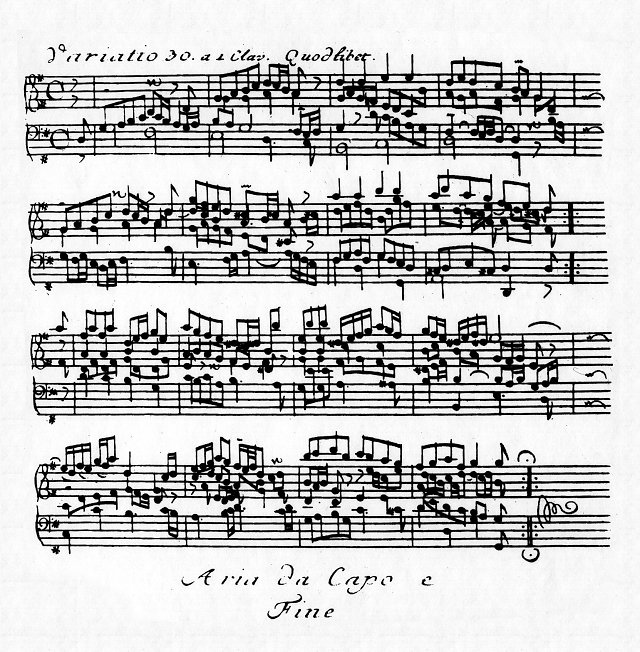
Quodlibet de les Variacions Goldberg BWV 988 de J.S.Bach

Un quòdlibet (del llatí quod, ‘que’, i libet, ‘agrada’, ‘plau’, és a dir ‘el que et plau’) és una composició musical que combina diferents melodies o fragments musicals (normalment temes populars) que s'executen junts com a broma o diversió, ja sigui successivament o bé simultàniament en un entramat contrapuntístic.

## Història
El quòdlibet, inicialment provinent de la música coral, va ser molt popular del segle xv al xviii, no tan sols en la música coral sinó també en la música instrumental. La nombrosa família musical dels Bach solia cantar quòdlibets en les seves reunions familiars. El mateix J.S. Bach va introduir aquest artifici a l'últim número de les variacions Goldberg. Un altre exemple és el Galimathias Musicum, un quòdlibet a 17 parts compost per W. A. Mozart quan tenia 10 anys.
Amb un caràcter més seriós podem trobar quòdlibets a les misses de Jacob Obrecht, en les quals es combina el cant pla amb tonades populars i música original.
El "Quodlibet for Small Orchestra" de Peter Schickele és un exemple més actual d'aquesta forma, i pot resultar particularment divertit per als coneixedors de la música occidental i del jazz.
Podem considerar l'ensalada, gènere molt en voga a la música hispànica del segle xvi, un quòdlibet per juxtaposició de melodies i fragments musicals. El Quodlibet BWV.524 de J.S. Bach també seria un exemple d'aquest tipus. Es tracta d'una composició vocal per a quatre veus i baix continu en la qual trobem una barreja de textos sense sentit, bromes, jocs de paraules i paròdies d'altres cançons. Es creu que va ser un regal de noces de Bach a una parella de nuvis.